# 81

## Decese
- 13 septembrie: Titus (Titus Flavius Vespasianus), împărat roman din 79 (n. 39)